# RTL Zwei News
RTL Zwei News ist die Hauptnachrichtensendung bei RTL Zwei und von 2016 bis 2017 auch bei RTL II You.

## Namen der Sendung
- 6. März 1993 – 1996: RTL 2 Action News
- 1996 – 31. Dezember 1998: RTL 2 Nachrichten
- 1. Januar 1999 – 1999: RTL 2 News
- 1999 – 6. Oktober 2019: RTL II News
- seit 7. Oktober 2019: RTL Zwei News

## Konzept der Sendung und weitere Ausgaben
Die etwa 11 Minuten andauernde Sendung wurde täglich um 20:00 Uhr live ausgestrahlt, anschließend folgte der Wetterbericht. Ab September 2018 wurde die Sendung um 17:00 Uhr und seit August 2021 bereits um 16:00 Uhr ausgestrahlt.
Während der Mittagszeit gab es bis 2018 unter der Woche die RTL Zwei News sowie am Samstagabend noch eine Ausgabe als RTL II-Newsflash. Zudem zeigte RTL Zwei 15 Jahre lang bis Ende 2017 in der Nacht von Sonntag auf Montag das rund halbstündige Wochenmagazin Das Nachrichtenjournal. Dieses wurde abwechselnd von Christian Ehrig, Julia Albrecht, Julia Gühlholtz und Tim Korge moderiert.
Seit September 2018 werden die RTL Zwei News nur noch von Montag bis Freitag gesendet. Wenn an einem der Werktage ein Feiertag sein sollte, fällt die Sendung ersatzlos weg. Seit 2021 gibt es wieder einen RTL Zwei-Newsflash, welcher werktags zwischen Mittag und Mitternacht mehrmals gesendet wird, allerdings wird diese Ausgabe nicht von einem Moderator präsentiert.

## Geschichte
Seit Sendestart am 6. März 1993 wurde die Sendung RTL Zwei News (damals RTL 2 Action News) immer von einer eigenständig und unabhängig arbeitenden Redaktion hergestellt. Von 6. März 1993 bis 25. Mai 1999 wurde sie in Hamburg auf dem Gelände von Studio Hamburg produziert. Zunächst hießen die Nachrichten RTL 2 Action News und wurden 1996 in RTL 2 Nachrichten umbenannt. Von 1998 bis 2019 hieß die Sendung RTL 2 News bzw. RTL II News. Seit 7. Oktober 2019 heißt die Nachrichtensendung RTL Zwei News. Nach dem Umzug nach Köln zu RTL erfolgte die Produktion der Sendung dort von 26. Mai 1999 bis 18. Januar 2015. Im Januar 2015 zog es die Redaktion nach Berlin, wo sie ab dem 19. Januar 2015 die Sendung herstellte. Seit Januar 2019 werden die RTL Zwei News wieder in Köln bei RTL gesendet, die Produktion übernimmt die RTL News GmbH, die unter anderem RTL Aktuell produziert. Dafür wurde die eigene Redaktion in Berlin nach 25 Jahren komplett aufgelöst und seitdem mit RTL Deutschland geteilt.

### Relaunch 2015
Am 1. Dezember 2015 wurde ein großer Relaunch durchgeführt und das neue Sendestudio eingeweiht. Wurde bislang aus der sogenannten Greenbox mit virtuellem Studio gesendet, so werden die Zuschauer nun aus einem realen, bespielbaren Redaktionsstudio mit Nachrichten versorgt. Die Zuschauer konnten nun verfolgen, wie die Redakteure arbeiten und die Beiträge produzierten.

### Änderungen 2019
Im Juli 2018 wurde bekannt, dass die RTL Zwei News (damals RTL II News) künftig von infoNetwork (heute: RTL News GmbH), der Produktionstochter für Nachrichten und Magazine von RTL Deutschland, produziert werden. Damit verbunden war die Auflösung der Produktion und die Redaktion in Berlin und ein Umzug nach Köln. Die erste Sendung kam am 2. Januar 2019 wieder aus Köln, die RTL Zwei News kommen seither wieder aus der Greenbox. Das 2015 eingeführte On Air Design (in Blau und Betonoptik) blieb unverändert. Das Intro wurde etwas gekürzt, um mehr Möglichkeiten in der Sendung zu bieten, da die RTL Zwei News (damals RTL II News) ab dem 3. September 2018 nur 10 Minuten liefen. Seit dem 2. September 2019 laufen die RTL Zwei News nur noch 5 Minuten lang. Bei besonderen Ereignissen läuft die Sendung auch mal länger.
Im Oktober 2019 änderte der Sender die Schreibweise des Namens von RTL II News zu RTL Zwei News. Das im Jahr 2015 eingeführte On Air Design blieb unverändert, das neue Logo wurde integriert.

## Moderation
| Moderator/in          | Jahre                 | Bemerkungen                                               |
| --------------------- | --------------------- | --------------------------------------------------------- |
| Aktuelle Moderatoren  |                       |                                                           |
| Janique Johnson       | seit 2021             | seit 2023 Anchorwoman                                     |
| Jasamin Mehregani     | seit 2022             |                                                           |
| Jonas Himmel          | seit 2022             |                                                           |
| Linda Mürtz           | seit 2021             | Vertretung                                                |
| Ehemalige Moderatoren | Ehemalige Moderatoren | Ausstiegsgrund                                            |
| Sabine Kühn           | 1995–1997             | wechselte zur ARD                                         |
| Andrea Budke          | 1993–1996             |                                                           |
| Corinna Wolters       | 1995–1997             | Wechselte zu DW-TV                                        |
| Nicola Sengelmann     | 1993–1999             | Zog nicht mit nach Köln.                                  |
| Kerstin Petry         | 1996–1999             | Zog nicht mit nach Köln, wechselte später zu ARD-aktuell. |
| Thomas Ritter         | 1997–1999             | Zog nicht mit nach Köln.                                  |
| Petra Neftel          | 1999–2000             | Wechselte zu RTL                                          |
| Nazan Eckes           | 2001–2005             | Wechselte zu RTL                                          |
| Tanja Bülter          | 2002–2005             | Wechselte zu RTL                                          |
| Roberta Bieling       | 2000–2006             | Wechselte zu RTL                                          |
| Anja Ellermann        | 1999–2008             |                                                           |
| Sandra Thier          | 2005–2014             |                                                           |
| Sascha Triefenbach    | 2008–2014             |                                                           |
| Miriam Pulcher        | 2013–2015             | Wechselte als Redakteurin zu RTL aktuell.                 |
| Sandra Kuhn           | 2006–2017             | Wechselte zu RTL                                          |
| Meike Gehring         | 2018–2020             | Hat den Sender verlassen.                                 |
| Christoph Hoffmann    | 2014–2023             | Wechselte zum RTL Nachtjournal                            |
| Steffi Brungs         | 2015–2023             | Wechselte zu RTL                                          |
| Kathi Wörndl          | 2017–2023             |                                                           |
| Maurice Gajda         | 2022–2023             |                                                           |